# Hagen (Bergen)

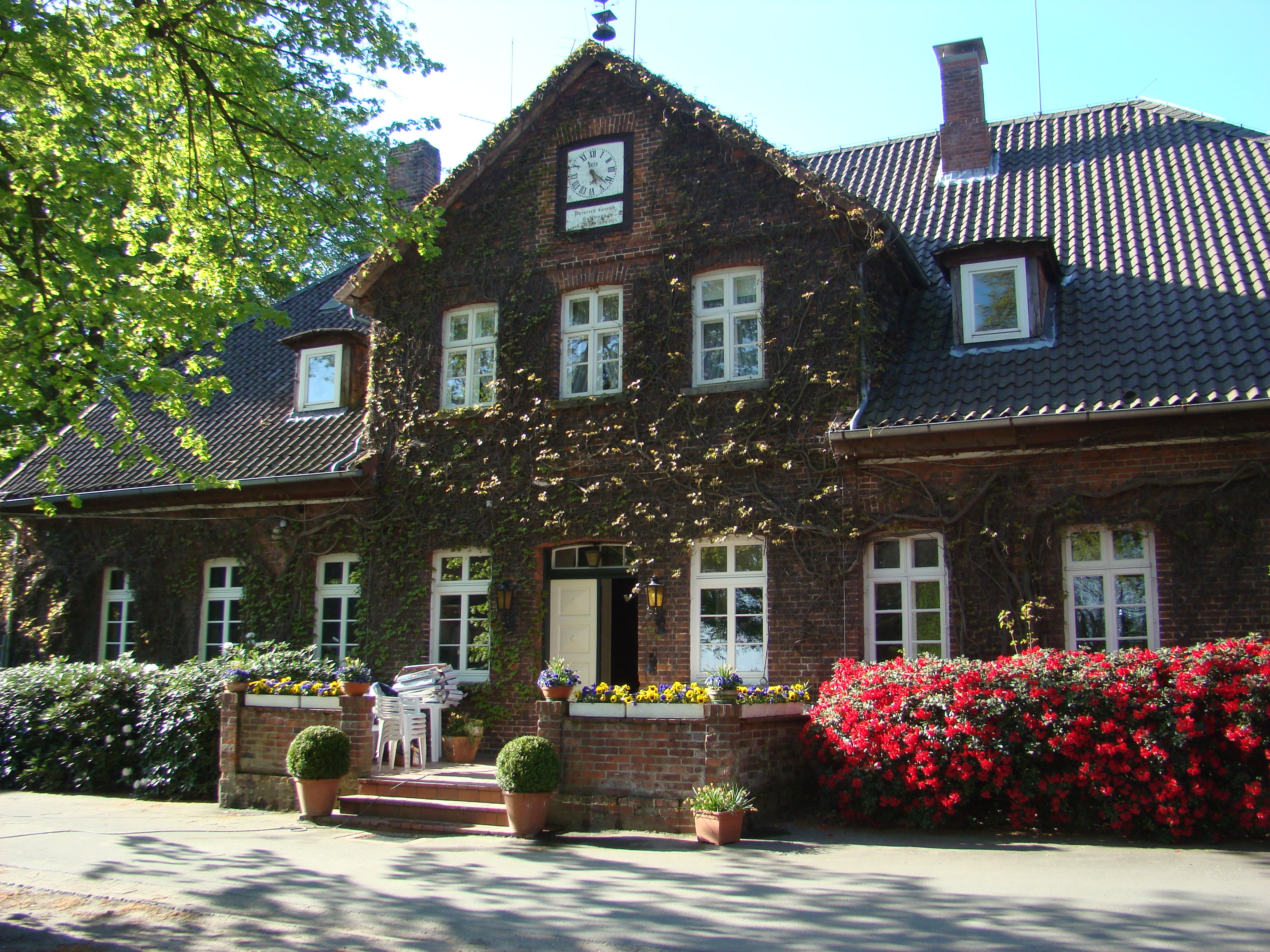
Wohnhaus Gut Hagen mit alter Giebeluhr

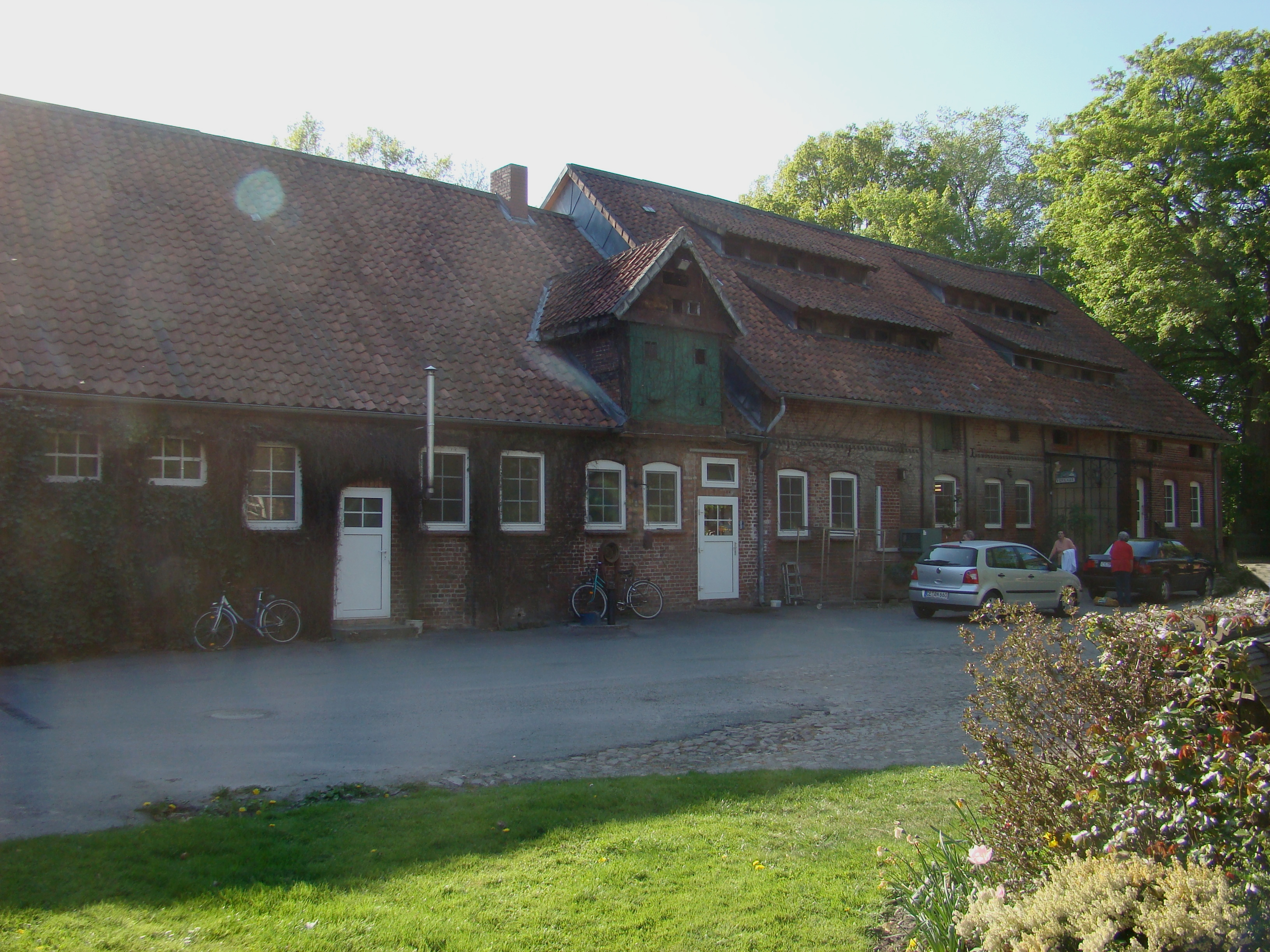
Alte Wirtschaftsgebäude auf Gut Hagen

Hagen ist eine Ortschaft der niedersächsischen Stadt Bergen im nördlichen Landkreis Celle in der Lüneburger Heide. Sie hat 149 Einwohner (Stand Dezember 2022).

## Geschichte
Hagen wurde urkundlich erstmals 1371 unter dem Namen Hagene erwähnt. Im Gegensatz zu den umliegenden Heidedörfern blieb die Einwohnerzahl in den letzten zwei Jahrhunderten relativ konstant, lediglich nach dem Zweiten Weltkrieg führte der Zuzug von Vertriebenen zu einem sprunghaften Anstieg der Einwohnerzahl. Diese sank jedoch in den folgenden Jahren wieder auf das Vorkriegsniveau.
Am 1. Februar 1971 wurde Hagen in die Stadt Bergen eingegliedert.

## Politik

### Ortsrat
Seit 1971 ist Hagen eine Ortschaft der Stadt Bergen. Vertreten wird Hagen durch den Ortsrat und den Ortsbürgermeister. Der Ortsrat hat u. a. Entscheidungskompetenzen für die in der Ortschaft gelegenen öffentlichen Einrichtungen, ist zuständig für die Förderung der Ortsbildpflege und des Vereinslebens und muss von der Stadt Bergen bei allen die Ortschaft betreffenden Belangen gehört werden. Er setzt sich aus fünf gewählten Vertretern, den aus Hagen stammenden Mitgliedern des Gemeinderates Bergen sowie dem Bürgermeister der Stadt Bergen zusammen. 
Bei der Kommunalwahl 2021 ergab sich folgende Sitzverteilung:
- Gemeinsame Liste Hagen: 5 Sitze

### Ortsbürgermeister
Der Ortsrat wählt den Ortsbürgermeister, Amtsinhaber ist Hermann Reinecke.

## Kultur und Sehenswürdigkeiten

Bauernhöfe in Hagen
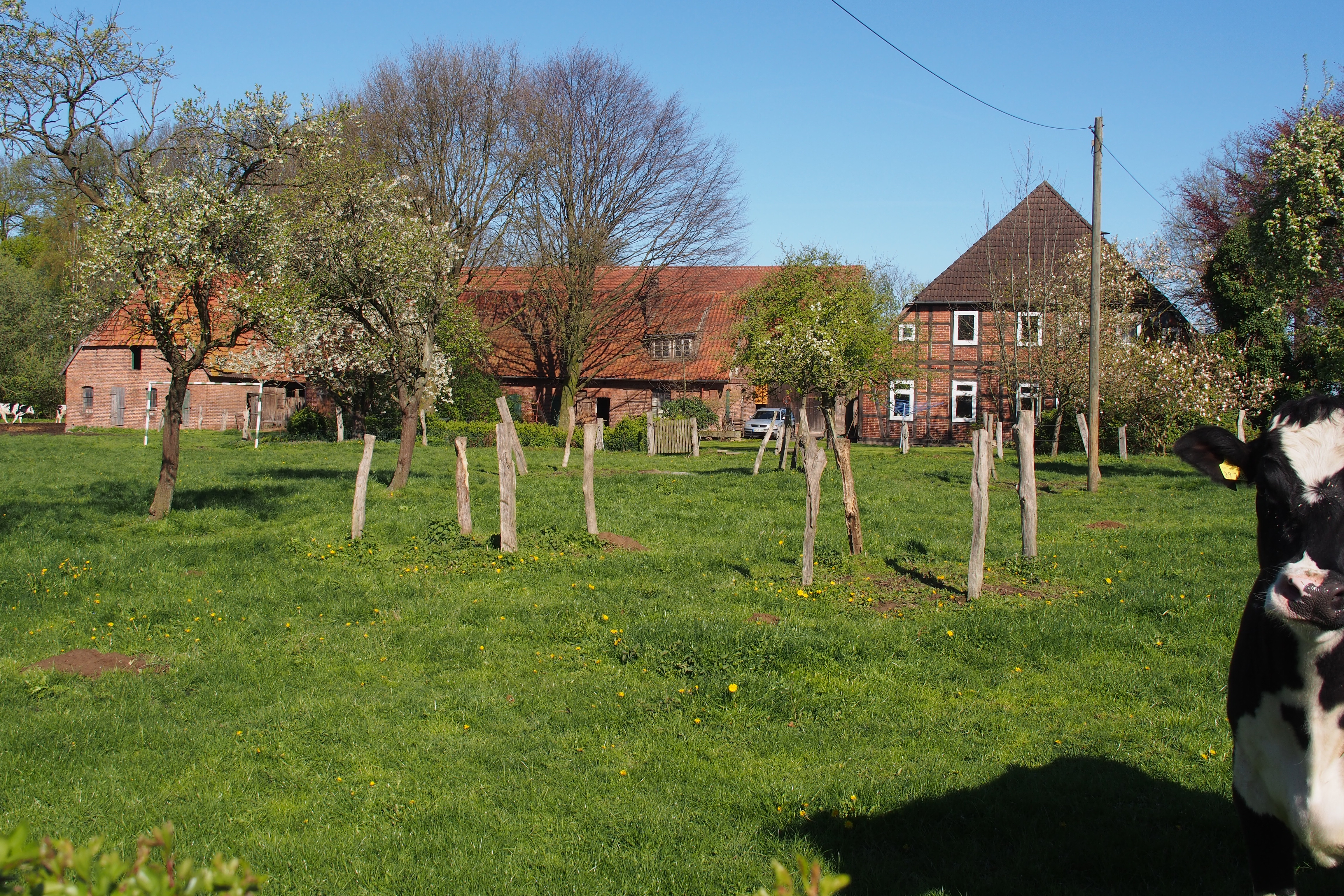
Bauernhof Haus Nr. 1
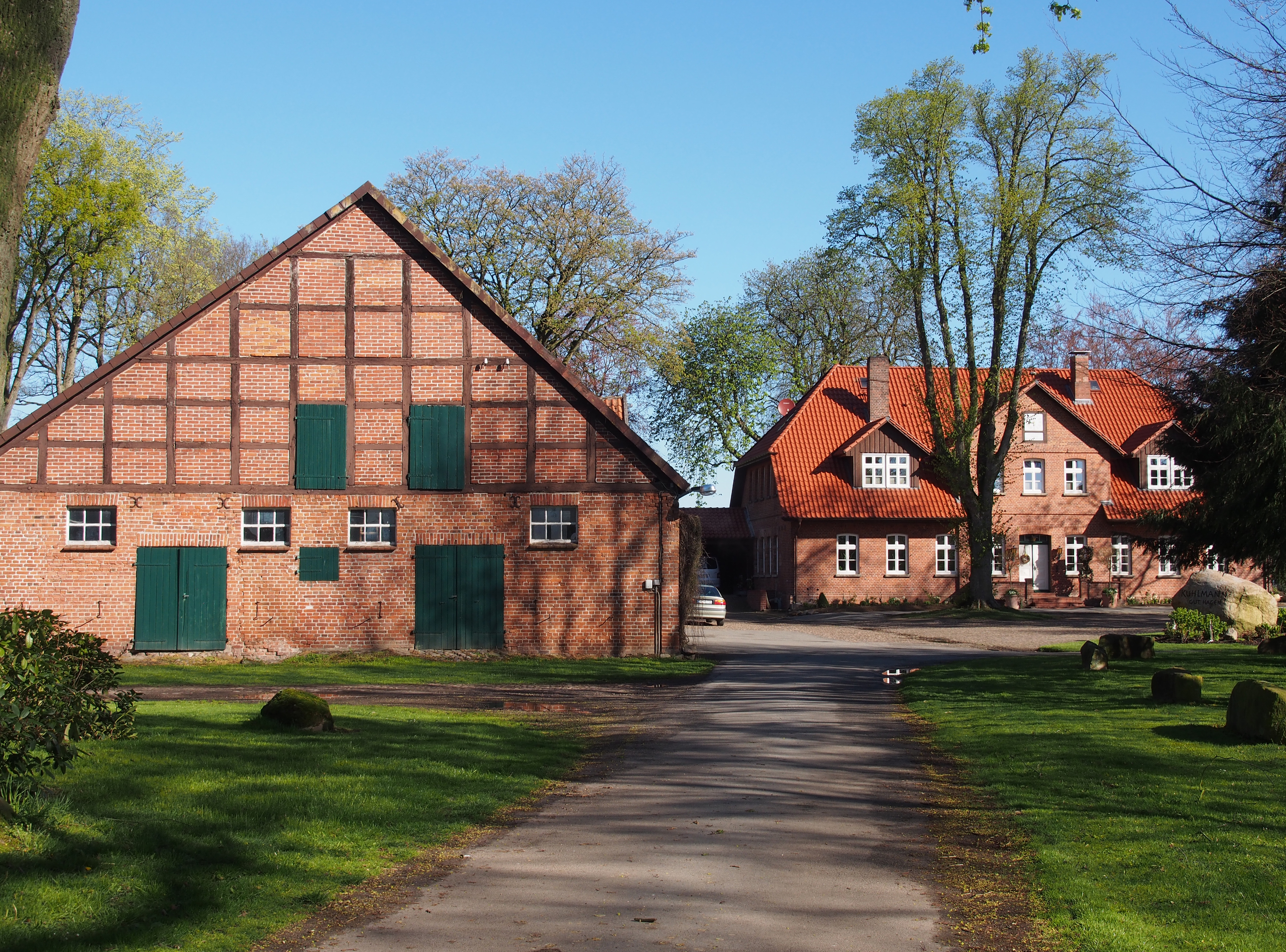
Gut Kuhlmann, Haus Nr. 3
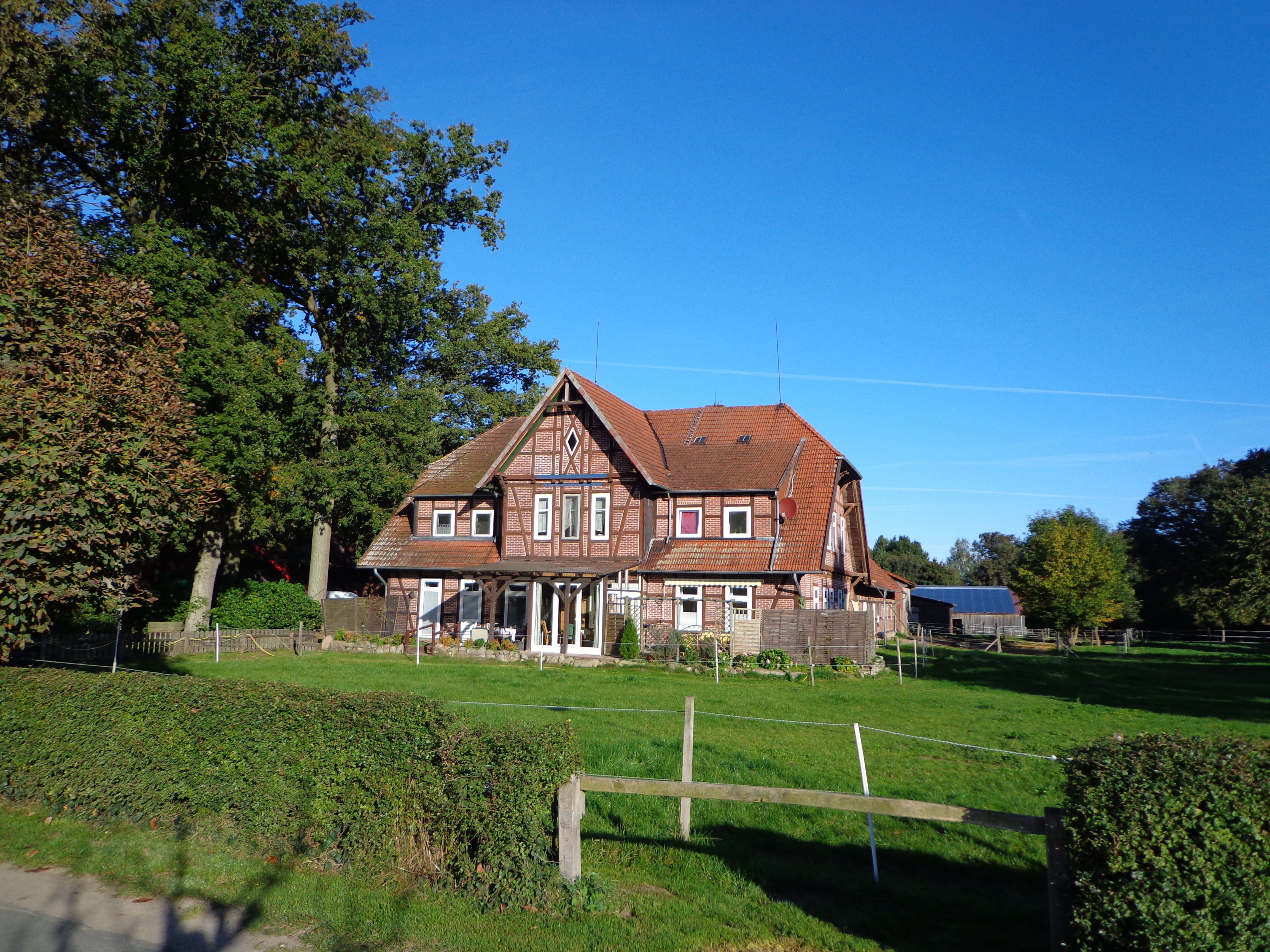
Lenschenhof Haus Nr. 6
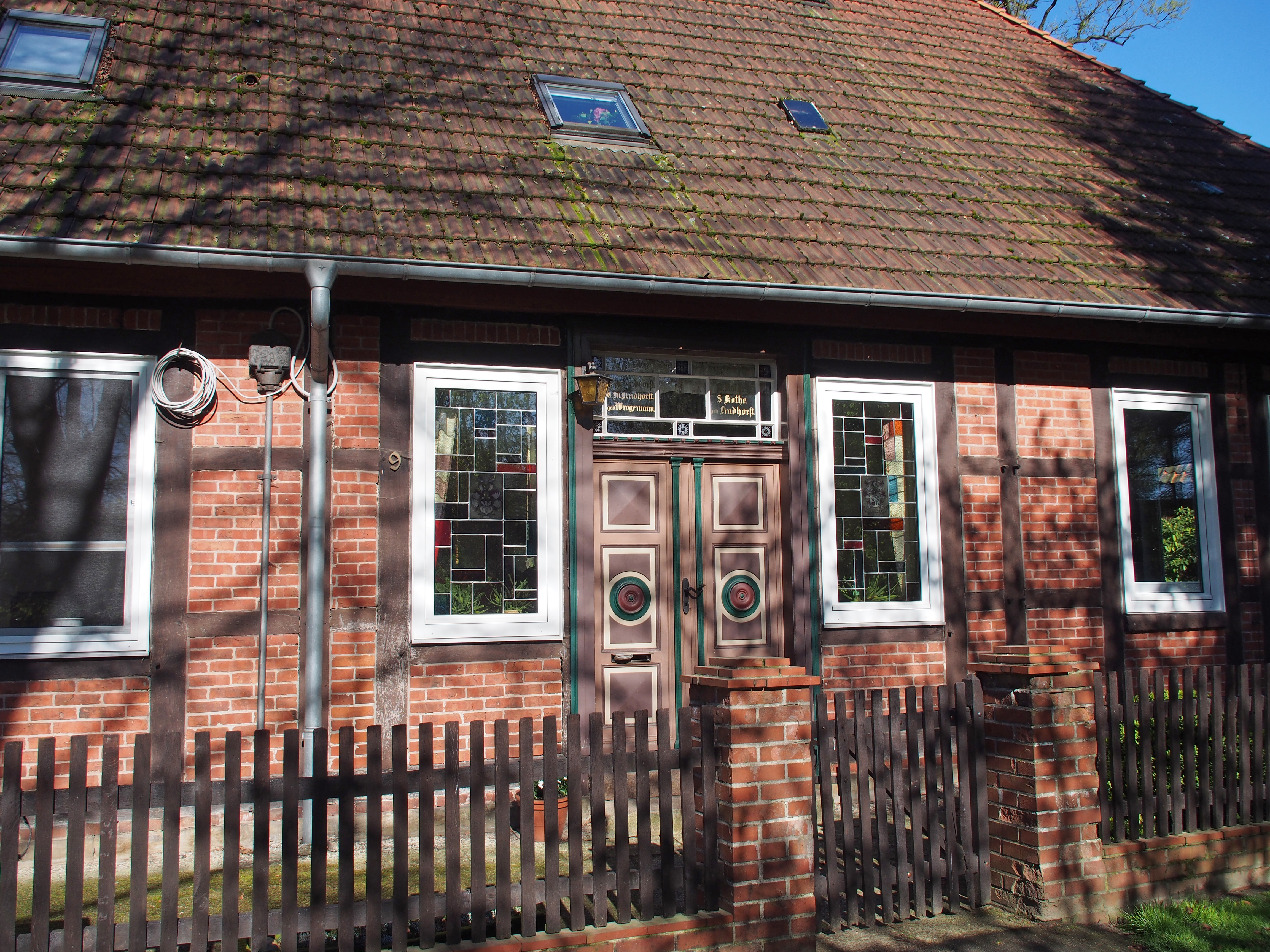
Wohnhaus Haus Nr. 9
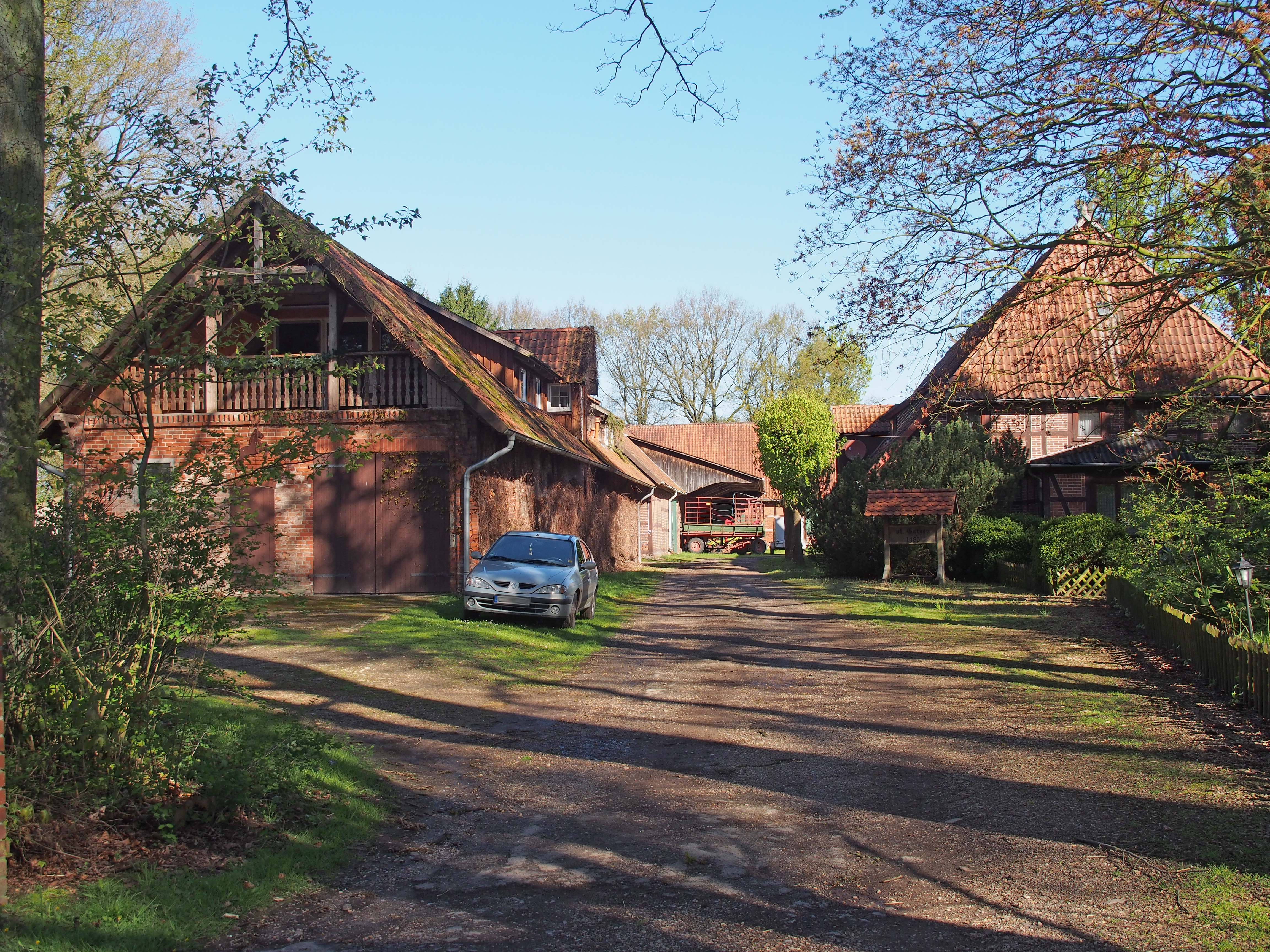
Bauernhof Haus Nr. 11

### Baudenkmäler
- Baudenkmale in Hagen